# Masia del Teodoro
La Masia del Teodoro és una masia situada al municipi dels Prats de Rei, a la comarca catalana de l'Anoia.